# Reino de Itália (1805–1814)
O Reino de Itália foi um estado que existiu na Península Itálica de 1805 a 1814, com capital em Milão, abrangendo principalmente as atuais regiões italianas da Lombardia, Emília-Romanha e marginalmente Vêneto e Toscana.
Foi previamente denominado República Cisalpina (entre 1797 e 1802) e depois República Italiana (entre 1802 e 1805). Resultou da campanha italiana de Napoleão Bonaparte, que foi também o monarca durante toda a existência desse estado.

## Antecedentes

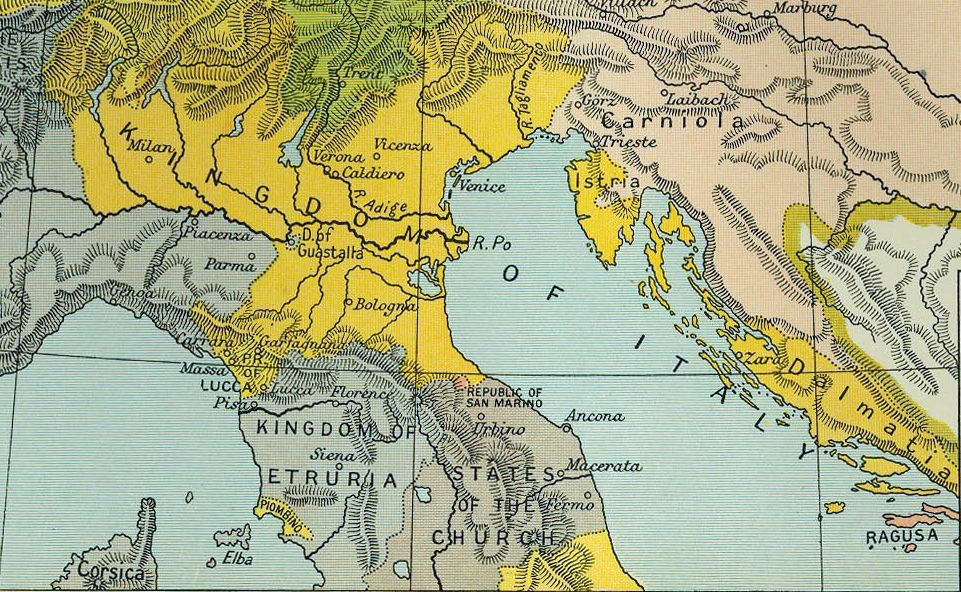
Reino de Itália em 1807

Em 18 de março de 1805, com a Paz de Presburgo (Bratislava), a Áustria renunciou a Gorizia e ao Vêneto. Este foi incorporado à República Italiana (1802-1805).
Em 1807 foi incorporado Ístria e Dalmácia.
Em 1808 foi incorporado a República de Ragusa (Dalmácia).
Em 1809, foram retiradas a Gorizia, Trieste, a Ístria, a Dalmácia e Bocche di Cattaro (atual Kotor, em Montenegro) para formar as Províncias Ilíricas sob controle francês, com capital em Lubliana.

## Coroação de Napoleão

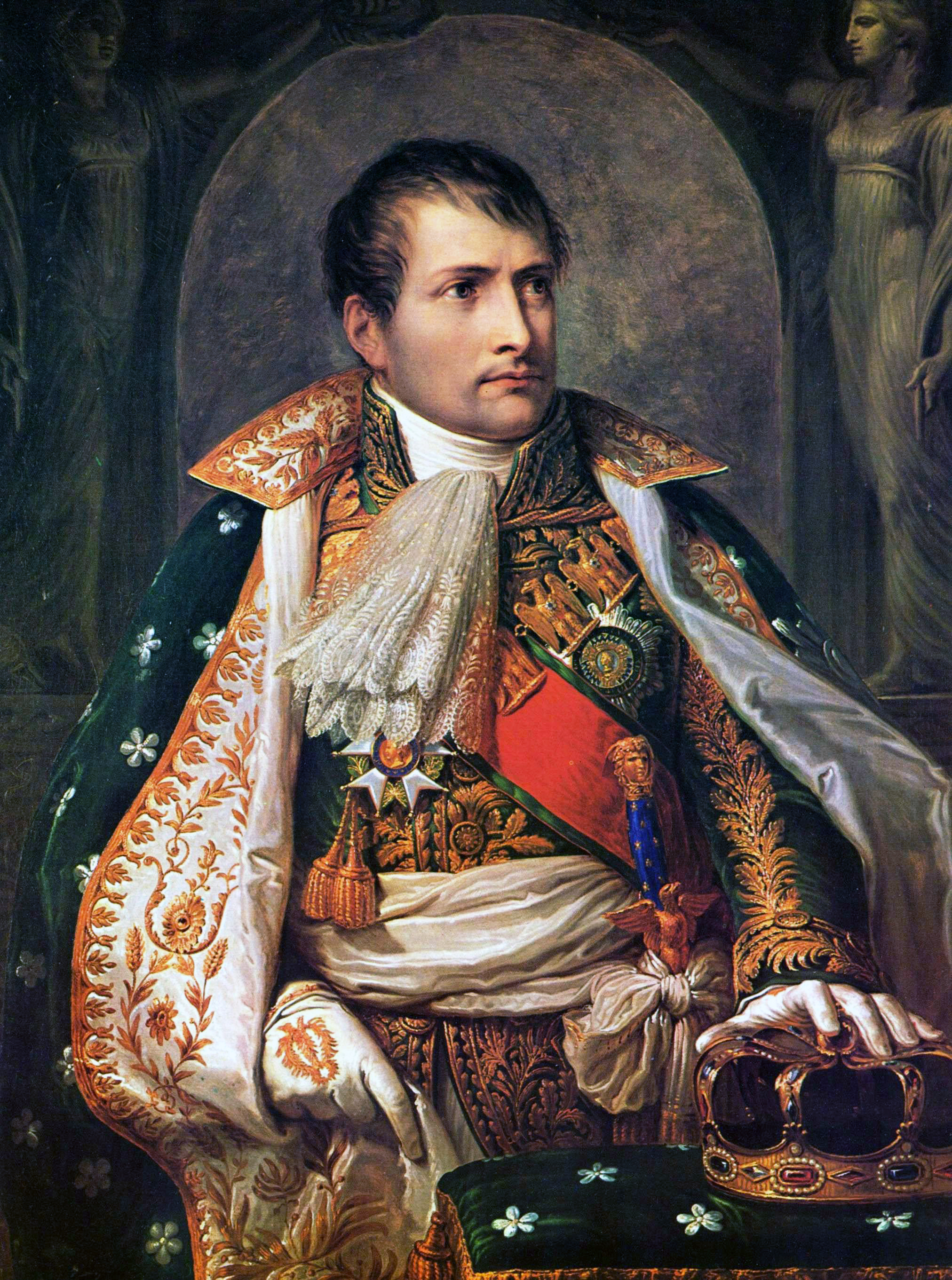
Napoleão I, Imperador dos Franceses e Rei da Itália, com seu traje majestático italiano, por Andrea Appiani. Em sua mão esquerda está a coroa real, utilizada, também, em sua coroação. Pintura de 1805.

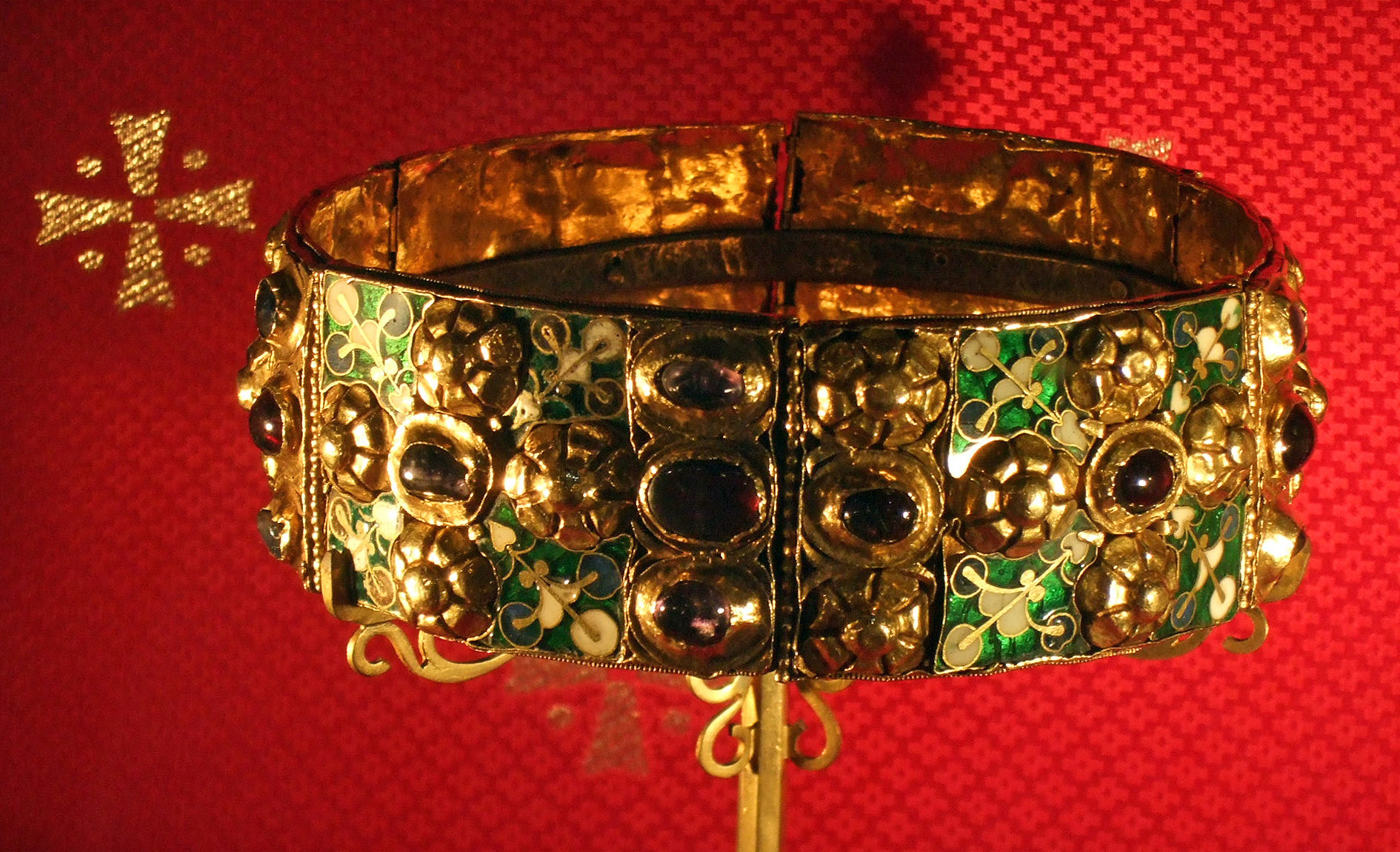
A Coroa de Ferro, utilizada por Napoleão Bonaparte em sua coroação como Rei de Itália, hoje na Catedral de Monza.

Neste ponto, Napoleão Bonaparte, que havia se tornado Imperador dos Franceses - tendo sido sagrado pelo Papa Pio VII, em Notre-Dame de Paris, aos 2 de dezembro de 1804 - transforma também a precedente República Italiana (1802-1805) em "Reino de Itália" - e se autodenomina Rei de Itália. Em 26 de maio de 1805, em Milão, ocorreu a coroação. Napoleão, então autocoroou-se, assim como em Paris no ano anterior, declarando: "Recebi (esta coroa) de Deus, que ninguém ouse tocá-la". Eugênio de Beauharnais foi nomeado Vice-Rei, já que era um homem em quem Bonaparte confiava cegamente e de quem não temia que perseguisse objetivos políticos próprios, sendo filho de sua esposa, Josefina de Beauharnais.

## Fim do Reino
O reino foi dissolvido em 1814, com o fim do período napoleônico: em 6 de abril de 1814, Napoleão declara-se pronto a abdicar, ato que foi formalizado no dia 11, através do Tratado de Fontainebleau. No dia 16,  Beauharnais comunicou que havia concluído um armistício com o marechal-de-campo austríaco Bellegarde, com o que se esperava que seu trono se salvasse do fim da era napoleônica. Depois das desordens em Milão no dia 20 de abril, com o linchamento do ministro das finanças Giuseppe Prina, Beauharnais entendeu que não tinha o apoio da população. O povo, de fato, o identificava com os detestados franceses e assim, no dia 26, abdicou e, no dia seguinte, abandonou a Itália e foi para o exílio na Baviera.
Terminou assim o Reino napoleônico de Itália.